# Judy Grinham
Judith Grinham (Reino Unido, 5 de marzo de 1939) es una nadadora británica retirada especializada en pruebas de estilo espalda, donde consiguió ser campeona olímpica en 1956 en los 100 metros.

## Carrera deportiva
En los Juegos Olímpicos de Melbourne 1956 ganó la medalla de oro en los 100 metros estilo espalda, con un tiempo de 1:12.9 segundos que fue récord del mundo, por delante de la estadounidense Carin Cone y su compatriota la británica Margaret Edwards.
Y en el campeonato europeo de Budapest de 1958 ganó cuatro medallas: oro en 100 metros espalda, plata en 4x100 metros libre, y bronce en 100 metros libre y 4x100 metros estilos.